# ديفيد كليمنس
ديفيد كليمنس (بالإنجليزية: David Clemens)‏ (5 مايو 1992 بساراتوغا سبرينغس في الولايات المتحدة - ) هو لاعب كرة قدم أمريكي في مركز الوسط. لعب مع وسترن ماس بيونيرز وTampa Bay Rowdies ‏ وDayton Dutch Lions ‏ وAlbany BWP Highlanders ‏ ونادي توكسون.

## وصلات خارجية
- ديفيد كليمنس على موقع قاعدة بيانات كرة القدم.إي يو (الإنجليزية)